# 恋する妹はせつなくてお兄ちゃんを想うとすぐHしちゃうの
『恋する妹はせつなくてお兄ちゃんを想うとすぐHしちゃうの』（こいするいもうとはせつなくておにいちゃんをおもうとすぐエッチしちゃうの）は、2003年7月25日にCAGEから発売されたアダルトゲームである。
本作は主人公とその義理の妹たちの恋愛を描いたアダルトゲームである。そのうちの一人・秋巳（あきみ）は男の娘であり、その後のブランドの方向性に影響を与えたと指摘するレビュアーもいる。
本作はCAGEブランドの特徴に加え、その長いタイトルも特徴となっている。

## あらすじ
本作は非常にストーリーが短く、2時間ほどで各キャラクターのシナリオを攻略できる。千夏をクリアすることで、他の2人が攻略可能となり、全員クリアするとハーレムEDが解放される。
千夏ED
ある日、春人は義妹の千夏が自分のことを想いながら自慰に耽っていることに気づき、自分も千夏のことを想いながら自慰に耽る。
やがて、千夏がそれに気づいて春人に尋ねたことがきっかけで肉体関係を結ぶ。
その後、両親から話があると言われた千夏は肉体関係のことが露見したと思い、姿を消す。彼女は公園にいたところを春人に見つかり、「俺が千夏のことを守る」と宣言される。二人が家に帰る途中、母親から電話が入り、二人の両親が仕事の都合で家を空けようとしていたことが判明する。
秋巳ED
秋巳は女性的な風貌や温厚な性格から、学校では虐められることが多く、それがきっかけで女装オナニーに目覚める。やがて春人は秋巳の趣味を知り、二人は結ばれる。
美冬ED
春人と千夏は、自分たちの肉体関係が妹の美冬に露見しないか気が気ではなかった。ある日、美冬が義兄たちの肉体関係を知っていたことが判明し、春人は美冬の頼みで愛撫する。その後、千夏が春人にセックスをねだるも、春人は美冬にばれたからという理由でやめようとする。そこへ美冬が現れ、千夏はその場を去る。
ハーレムED

## キャラクター
志木 春人（しき はるひと）
主人公。長男。引きこもりがちな大学生。春人は必須授業以外、レポートを出す教授ばっかりを選んでいるため殆ど家にいる。
志木 千夏（しき ちなつ）
声：清水香
長女。主人公の義妹。活発な性格で、陸上部員の中ではかなり優秀。料理は特徴ある出来。
志木 秋巳（しき あきみ）
声：松井みどり
次男。主人公の義弟。千夏より年下で、美冬より年上。温厚な性格で、料理は家族の中で一番上手。
志木 美冬（しき みふゆ）
声：富永理恵
次女。末っ子。主人公の義妹。昔は病弱だったが、今はましになっている。常にもったいぶった話し方で、かなり硬派な人間だが、春人には心を許してある。リビングのテレビを独占している為、料理はテレビの影響を受けることも。

## 主題歌
オープニングテーマ「イ・ケ・ナ・イお願い」
作曲・編曲：大三元吉 / 作詞：チェリー87 / 歌：楓

## スタッフ
- ディレクター：DT_
- 原画：うろたん
- シナリオ：武藤礼恵

## 評価
森瀬繚はアダルトゲーム雑誌「メガストア」に連載しているコラムの中で、本作の登場人物である秋巳を取り上げており、ブランドのターニングポイントになったキャラクターであると同時に、「妹に性別はない」という新たな概念を持ち込んだキャラクターとして評価している。